# Dubová (Svidník)
Dubová, russinisch Дубова/Dubowa (ungarisch Cseres – bis 1907 Dubova) ist eine Gemeinde im Nordosten der Slowakei mit 195 Einwohnern (Stand 31. Dezember 2024), die im Okres Svidník, einem Kreis des Prešovský kraj sowie in der traditionellen Landschaft Šariš liegt.

## Geographie

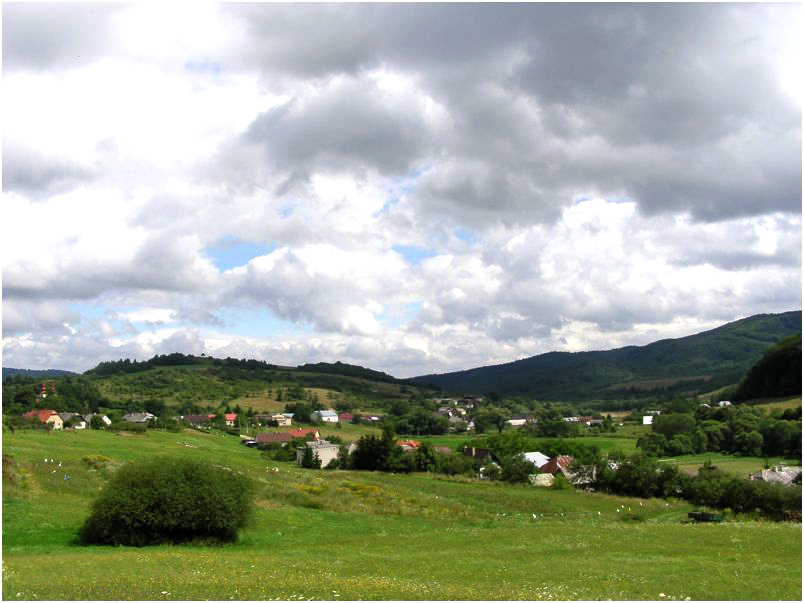
Dubová

Die Gemeinde befindet sich in den Niederen Beskiden im Bergland Ondavská vrchovina, im Tal und am Oberlauf der Ondava. Das Ortszentrum liegt auf einer Höhe von 330 m n.m. und ist 13 Kilometer von Svidník entfernt (Straßenentfernung).
Nachbargemeinden sind Vyšný Mirošov im Norden, Nižný Mirošov im Osten, Kurimka im Süden, Šarišské Čierne im Südwesten, Cigla im Westen und Mikulášová im Nordwesten.

## Geschichte

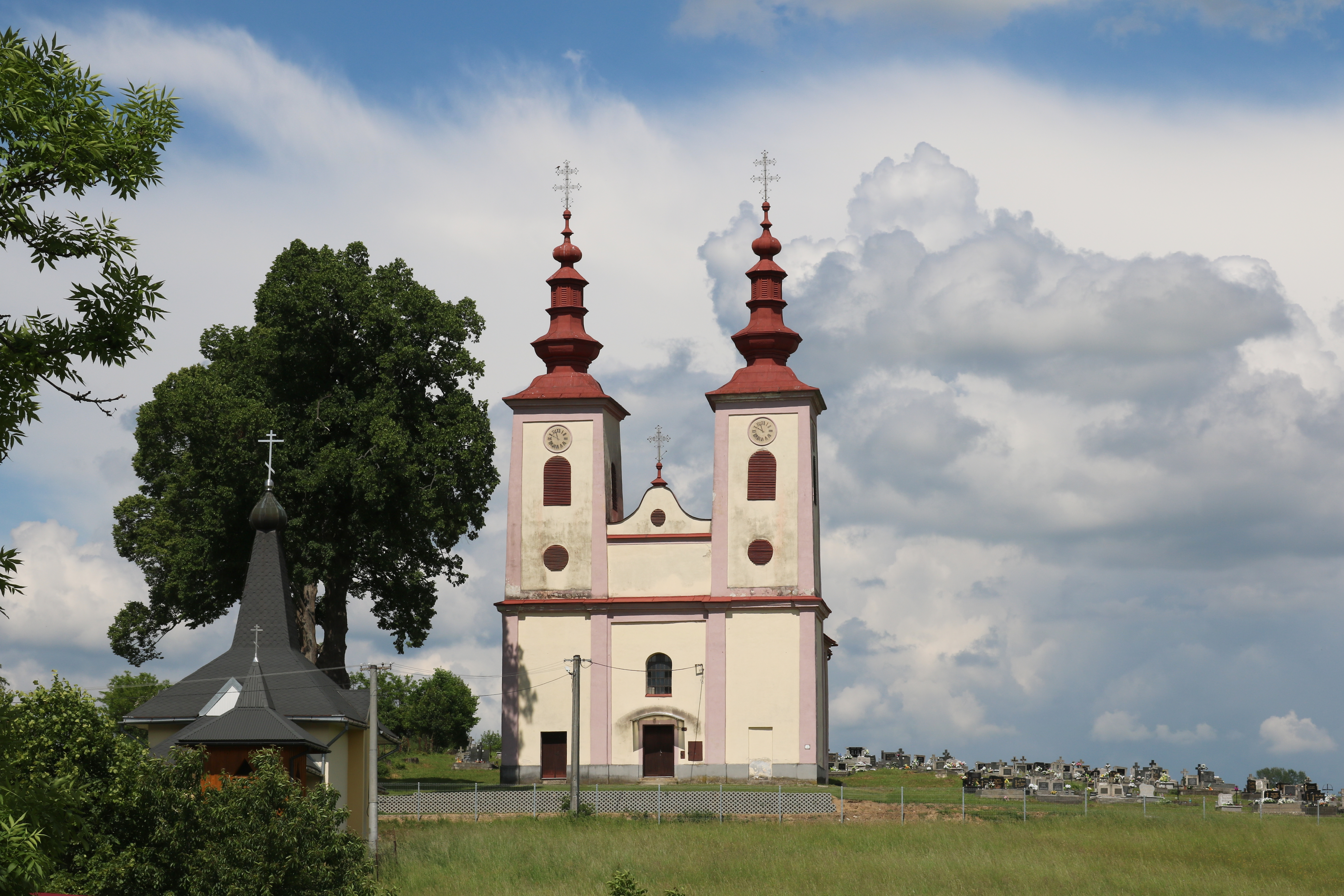
Griechisch-katholische Kirche in Dubová

Dubová wurde zum ersten Mal 1355 als Dobawycha schriftlich erwähnt und war zuerst Teil der Herrschaft von Stročín, später von Makovica. 1427 war keine Steuer zu entrichten. Im Jahr 1711 kam es wegen einer Flucht von Untertanen zur fast völligen Entvölkerung des Dorfes. Im späten 18. Jahrhundert gab es eine Glashütte im Ort.
1787 hatte die Ortschaft 75 Häuser und 499 Einwohner, 1828 zählte man 76 Häuser und 575 Einwohner. Während der Schlacht in den Karpaten um die Jahreswende 1914/15 lieferten sich österreichisch-ungarische und russische Truppen schwere Gefechte auf dem Gemeindegebiet.
Bis 1918 gehörte der im Komitat Sáros liegende Ort zum Königreich Ungarn und kam danach zur Tschechoslowakei beziehungsweise heute Slowakei. In der Zeit der ersten tschechoslowakischen Republik war Dubová ein landwirtschaftlich geprägtes Dorf, andererseits gab es eine beträchtliche Auswanderung. Nach dem Zweiten Weltkrieg pendelte ein Teil der Einwohner zur Arbeit in Industriebetriebe in Bardejov, Svidník und Košice.

## Bevölkerung
| Jahr                | 1994 | 2004    | 2014    | 2024     |
| ------------------- | ---- | ------- | ------- | -------- |
| Anzahl der Personen | 240  | 227     | 223     | 195      |
| Unterschied         |      | −5,41 % | −1,76 % | −12,55 % |

| Jahr                | 2023 | 2024   |
| ------------------- | ---- | ------ |
| Anzahl der Personen | 200  | 195    |
| Unterschied         |      | −2,5 % |

Gemäß der Volkszählung 2011 wohnten in Dubová 229 Einwohner, davon 99 Russinen, 97 Slowaken, 17 Roma, sechs Ukrainer. 10 Einwohner machten keine Angabe zur Ethnie.
114 Einwohner bekannten sich zur orthodoxen Kirche, 69 Einwohner zur griechisch-katholischen Kirche, 20 Einwohner zur römisch-katholischen Kirche sowie jeweils ein Einwohner zu den Zeugen Jehovas und zur apostolischen Kirche. 13 Einwohner waren konfessionslos und bei 11 Einwohnern wurde die Konfession nicht ermittelt.

## Bauwerke
- zweitürmige griechisch-katholische Kirche Mariä Geburt aus dem Jahr 1845[6]

## Verkehr
Durch Dubová führt die Cesta III. triedy 3554 („Straße 3. Ordnung“) zwischen Šarišské Čierne und Nižný Mirošov (Anschluss an die Cesta I. triedy 77 („Straße 1. Ordnung“)).